# Saint-Aignan (Tarn-et-Garonne)
Saint-Aignan település Franciaországban, Tarn-et-Garonne megyében. Lakosainak száma 407 fő (2022. január 1.). Saint-Aignan Castelferrus, Castelmayran és Castelsarrasin községekkel határos.

## Népesség
A település népessége az elmúlt években az alábbi módon változott:
| Lakosok száma | 413  | 414  | 421  | 405  | 401  | 398  | 396  | 393  | 407  |
|               | 2013 | 2015 | 2016 | 2017 | 2018 | 2019 | 2020 | 2021 | 2022 |